# Elatostema cyrtandra
Elatostema cyrtandra är en nässelväxtart som beskrevs av H. Winkl.. Elatostema cyrtandra ingår i släktet Elatostema och familjen nässelväxter. Inga underarter finns listade i Catalogue of Life.